# Tiemoué Bakayoko
Tiemoué Bakayoko (Paris, 17 de agosto de 1994) é um futebolista francês que atua como volante. Atualmente joga no PAOK.

## Carreira

### Início
Bakayoko começou sua carreira no futebol muito cedo. O jogador, desde a infância, buscava fazer parte de um clube de futebol e passou por diversas equipes de categorias de base até, enquanto atuava pelo Montrouge, ter a oportunidade de disputar por uma vaga na renomada academia de elite da Federação Francesa de Futebol que recruta jovens de toda a região de Île-de-France: INF Clairefontaine. Porém, enquanto disputava um jogo, sofreu uma grave lesão na perna em uma dividida com o goleiro adversário. Essa lesão o deixou afastado dos gramados por oito meses e o jovem deixou de ter tantos interessados clubes em seus serviços. Todavia, mesmo cientes do problema físico do atleta, o Rennes propusera a ele um contrato com a equipe Sub-15.
| “                           | Sofrer uma lesão como essa naquela idade [...] houve decepções ao longo do caminho. O mesmo com não entrar em Clairefontaine. Quando você é jovem e de Paris, o objetivo é sempre entrar naquela academia. Mas houve outros problemas que me impediram de entrar, e então a lesão. | ” |
| — Bakayoko sobre sua lesão. | |   |

Ao chegar no Rennes, o jogador assinou inicialmente com o time Sub-15. Mesmo estando na Bretanha, longe de sua família, o jogador persistiu no seu sonho em se profissionalizar, mas foi sua proximidade com Yannick Menu, o treinador, que o atleta encontrou uma figura que lhe fosse tão relevante quanto algum familiar. Menu foi muito importante em sua carreira no futuro, pois novamente o ajudou em um momento de incerteza já no seu segundo ano de futebol profissional:
| “ | Yannick foi o primeiro treinador com quem trabalhei quando cheguei ao Rennes, e sempre alguém que me apoiou. Ele podia me ajudar quando eu estava mal ou me punir quando eu precisava ser punido, alguém que me dizia honestamente quando eu tinha ido bem, mas também se eu tinha tido um desempenho ruim, identificando o que eu precisava trabalhar. Ele era como um segundo pai para mim. | ” |

O parisiense seguiu sua carreira nas Categorias de Base do Rennes até, em 2012, quatro anos após assinar com a equipe Sub-15, realizar sua estreia pelo time principal.

### Rennes

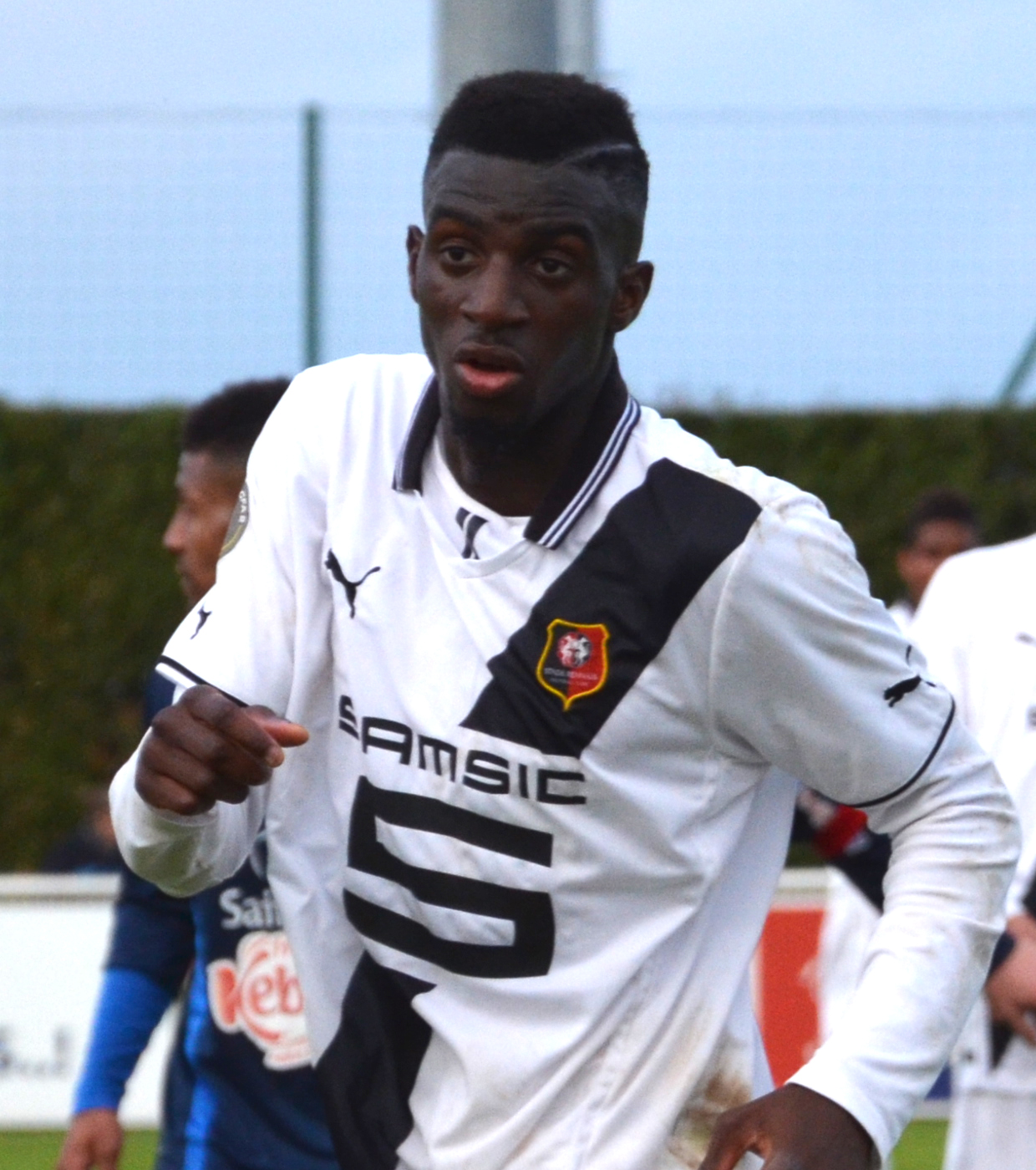
Bakayoko em 2014 pelo Rennes.

Tiemoué Bakayoko começou a carreira no Rennes. Já em sua estreia profissional, na terceira rodada da Ligue 1 de 2013–14, o médio fizera 90 minutos contra o Évian em uma vitória por 2–1.
O jogador permaneceu na equipe francesa e tornou-se um atleta frequente no time em uma mediana campanha. O Rennes tivera uma significativa queda de rendimento na segunda metade da Liga, e isso também refletiu nas performances do debutante, portando tivera uma minutagem menor, e outros jogos sem ser utilizado, no segundo turno. Contudo, ainda foi útil ao elenco e concluiu sua estreia no Campeonato na 12ª colocação, fazendo um gol em 24 partidas.
Tiemoué também fez parte da boa campanha da equipe na Copa da França de Futebol. Em sua estreia, a equipe empatara com o Valenciennes Football Club e rumaram ás penalidades, onde o médio acertou a cobrança que culminou na classificação do time.
Seguindo na campanha, o jogador fizera apenas mais dois jogos e não participou de gols, tendo feito sua última partidas na vitória por 2–0 diante o LOSC Lille. Ele não participou de nenhum dos próximos dois jogos e a equipe foi derrotada na decisão diante o En Avant de Guingamp.
Mesmo com apenas 28 partidas e um gol, o volante de 19 anos chamou a atenção de Leonardo Jardim e o jogador deixou sua equipe pelo valor de 8 milhões de euros.

### Monaco
No dia 28 de julho de 2014, o Monaco anunciou a compra de Bakayoko pelo valor de 8 milhões de euros por cinco temporadas.
Sua época inicial na equipe Monegasca foi difícil. O jogador estreou na rodada inicial da Ligue 1 de 2014–15 e foi substituído antes mesmo do fim do primeiro tempo. Futuramente, o parisiense ponderou sobre a decisão do treinador em tirá-lo do jogo tão cedo, mas afirmou que conseguiu tirar algo de positivo dessa partida:
| “                                         | Quando você é jovem e chega de um clube pequeno como o Rennes para um clube como o Monaco e joga sua primeira partida, e então o técnico te arrasta para fora do campo após 32 minutos... bem, isso te machuca. Você perde a confiança. Eu ainda não concordo com o que o técnico fez, e eu não acho que ele agiu da maneira certa, mas ele é o técnico, então ele decide. Não foi fácil. Mas esses são os desafios que te ajudam na vida. Eles são as razões pelas quais, hoje, eu vou me preparar para um jogo da mesma forma agora, seja contra um time de elite ou um clube pequeno. Eu amadureci muito. Essas coisas são enviadas para testar você, mas é importante aprender, analisar, descobrir como progredir. Você encontra o lado positivo em tudo. | ” |
| — Bakayoko sobre sua estreia pelo Monaco. | |   |

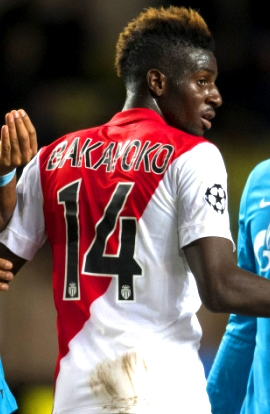
Bakayoko utilizou a camisa 14 em homenagem ao distrito onde nascera.

A equipe seguiu suas rodadas sem o atleta que só viria a fazer seu segundo jogo de Liga na 9ª rodada – onde foi titular em um empate contra o PSG por 1–1. Nos próximos três jogos, o médio levou quatro cartões amarelos, tendo sido expulso na jornada 13 em um novo empate contra o AS Saint-Etienne.
Voltando de suspensão, o atleta fizera uma boa sequência de jogos, mas lesionou-se na coxa após a quinta partida e novamente se ausentou dos gramados pelos próximos quatro meses. Sua primeira temporada não tivera nenhum desempenho chamativo e o jogador passou a acreditar que havia feito uma decisão errada ao mudar-se para Mónaco, mas sua performance na equipe tivera uma importante virada quando o clube optou pela contratação de Claude Makélélé. Apesar de ambos realizarem a mesma função tática no campo, foi o lendário jogador marfinense que auxiliou o jovem meio-campista a se firmar nos 11 titulares.
Makélélé aconselhou o jovem sobre como ele devia se comportar dentro e fora de campo, e isso levou Bakayoko a contactar seu antigo treinador da equipe de Base do Rennes, Yannick Menu, para auxiliá-lo nessa mudança comportamental. Futuramente, Tiemoué mudou-se para um apartamento simples, iniciou um curso de boxe, consultou especialistas para melhorar a sua dieta e chegou a mudar a cor de seu carro – outrora um rosa chamativo para um discreto preto – para buscar a tal mudança que Claude o aconselhara. Tornando-se um homem diferente em sua vida de maneira integral, e recuperado de uma nova lesão no tornozelo ocorrida no início da nova época, o francês chamou a atenção do comandante do Monaco e ele passou a utilizá-lo mais vezes no time e o jovem, na metade da temporada, conseguiu fazer dois tentos em sequência: o primeiro em 6 de fevereiro contra o Nice, em uma vitória por 1–0 na Ligue 1, e o último no dia 9 do mesmo mês contra o Sochaux, na eliminação dos monegascos na Copa da França por 2–1. Grato, o parisiense comentara sobre a ajuda de ambos no clube.
| “                                                                                    | Yannick ajudou novamente. Quando as coisas estavam difíceis em Mônaco, ele veio me ver, analisou meu jogo em vídeo, identificou o que estava errado ou faltando, no que eu deveria estar trabalhando e o que eu precisava fazer. Claude me procurou imediatamente e me disse que acreditava em mim, contava comigo e que eu tinha que trabalhar para poder oferecer mais em campo. Eu sabia da carreira brilhante que ele teve como um dos melhores meio-campistas do mundo, então era importante levar em conta cada palavra que ele me disse. Com o tempo, senti que melhorei como jogador, e muito disso se deveu a Claude. | ” |
| — Bakayoko sobre a mudança que Makélélé e Menu fizeram em sua carreira profissional. | |   |

Apesar de novamente não estar comemorando um título, Bakayoko conseguiu se firmar na equipe do Monaco, abdicando das inconsistências de outrora. O jovem atleta mostrou-se um volante rápido e de muita imposição física. Ele também mostrou-se um jogador com uma boa qualidade no passe e no drible. Tão logo, por suas valências, Tiemoué passou a ser comparado ao craque Yaya Touré.
Após duas épocas, Bakayoko tivera um crescimento exímio e isso foi essencial na grande equipe comandada por Jardim na temporada 2016–17. Após um começo irregular, sendo expulso contra o Nice na 6ª rodada da Ligue 1, o jogador tivera grandes momentos como quando participou de três gols consecutivos que ajudaram o clube a liderar o Campeonato. Após estufar as redes do Lyon e do Caen, Bakayoko deu uma assistência para Thomas Lemar abrir o placar na goleada por 4–1 diante o Olympique de Marseille e garantir o topo da tabela que jamais foi tirado. Dessa forma, a equipe estrelada quebrou a hegemonia do PSG e tornou-se campeã. Curiosamente, o jogo final dos monegascos foi contra o Rennes, ex-clube de Tiemoué, e ele foi o capitão da equipe.
Além desse ano histórico na Liga, Bakayoko voltou aos gramados da Liga dos Campeões após fazer uma estreia tímida nessa competição na temporada 2014–15 e na Liga Europa posterior – onde só fizera uma partida. O jogador agora só ficou de fora de apenas duas partidas na campanha dos monegascos e pôde comemorar um gol salvador que eliminou o Manchester City de Pep Guardiola nas oitavas de final. O clube rumou às quartas e eliminou o Borussia Dortmund, mas padeceu, pelo segundo ano consecutivo, diante a Juventus. Se outrora haviam deixado a competição nas quartas pela Velha Senhora, os italianos de Turim fizeram duas partidas intensas e conseguiram a classificação pelo placar agregado de 4–1.
Com esse ano esplêndido para muitos jogadores do Monaco, Bakayoko foi um dos diversos destaques que deixaram a equipe já na próxima temporada. Desse modo, o jogador deixou o país de Mónaco para rumar à Inglaterra em julho de 2017.

### Chelsea
Em 15 de julho de 2017, Bakayoko juntou-se ao Chelsea em um contrato de cinco anos por uma taxa de transferência girada em torno de £ 40 milhões. Sua chegada foi muito motivada pela presença de Antonio Conte no elenco dos Blues. O volante comentou sobre a vontade de ser treinado pelo italiano já em sua primeira temporada expondo ter sido esses um dos fatores que o levou a assinar com o time inglês. Apesar do desejo, o parisiense deixou de participar da derrota na Supercopa da Inglaterra de 2017 e da primeira rodada da Premier League por conta de uma lesão no joelho. Sua elogiada estreia ocorreu apenas na partida seguinte, quando foi titular na vitória por 2–1 no clássico diante o Tottenham.

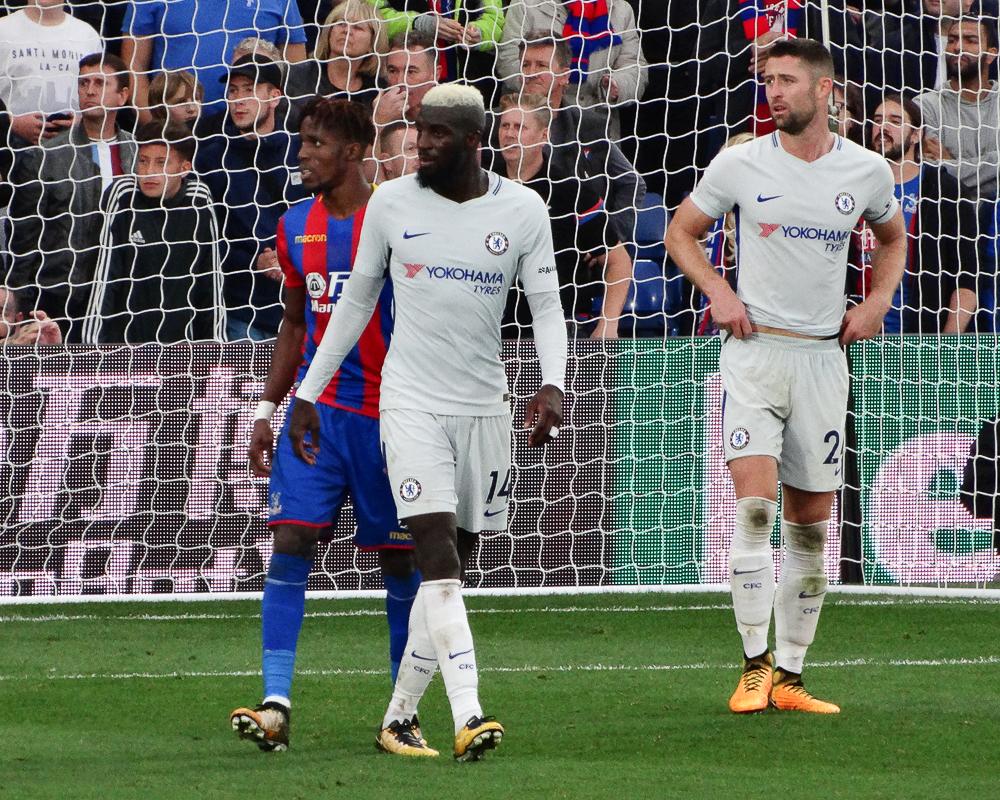
Bakayoko (ao centro) contra o Crystal Palace.

No elenco inglês, Bakayoko tivera momentos diversos. Seu início de temporada foi muito positivo, com o francês sendo titular absoluto da posição em que Conte se aproveitava de uma intensidade no meio de campo povoando o local com quatro jogadores, sendo dois alas. No primeiro turno, o médio conseguiu contribuir positivamente com dois gols – diante o Crystal Palace e o Huddersfield Town – e duas assistências – Stoke City e Watford –.
Apesar disso, sua segunda metade de campeonato não foi tão eficaz. Entre atuações discretas e, por vezes, sendo apenas um suplente não utilizado, Bakayoko atingiu o ponto mais baixo de sua passagem por Londres em fevereiro de 2018, quando jogou apenas 30 minutos contra o Watford e foi expulso após uma entrada forte no atacante Richarlison. Nessa mesma partida, os tabloides ingleses foram bastante críticos em relação ao seu desempenho, destacando a frequência com que errava passes e afirmando que aquele jogo havia sido um "pesadelo" para o francês, além de classificá-lo como "os piores 30 minutos de um jogador na Premier League".
Após essa partida insalubre, Bakayoko não foi mais tão frequente quanto outrora. Ele fizera somente cinco jogos, de 11 possíveis após o fim de sua suspensão, e deixou de ser uma opção assim que Maurizio Sarri assumiu o comando dos Blues na temporada seguinte.

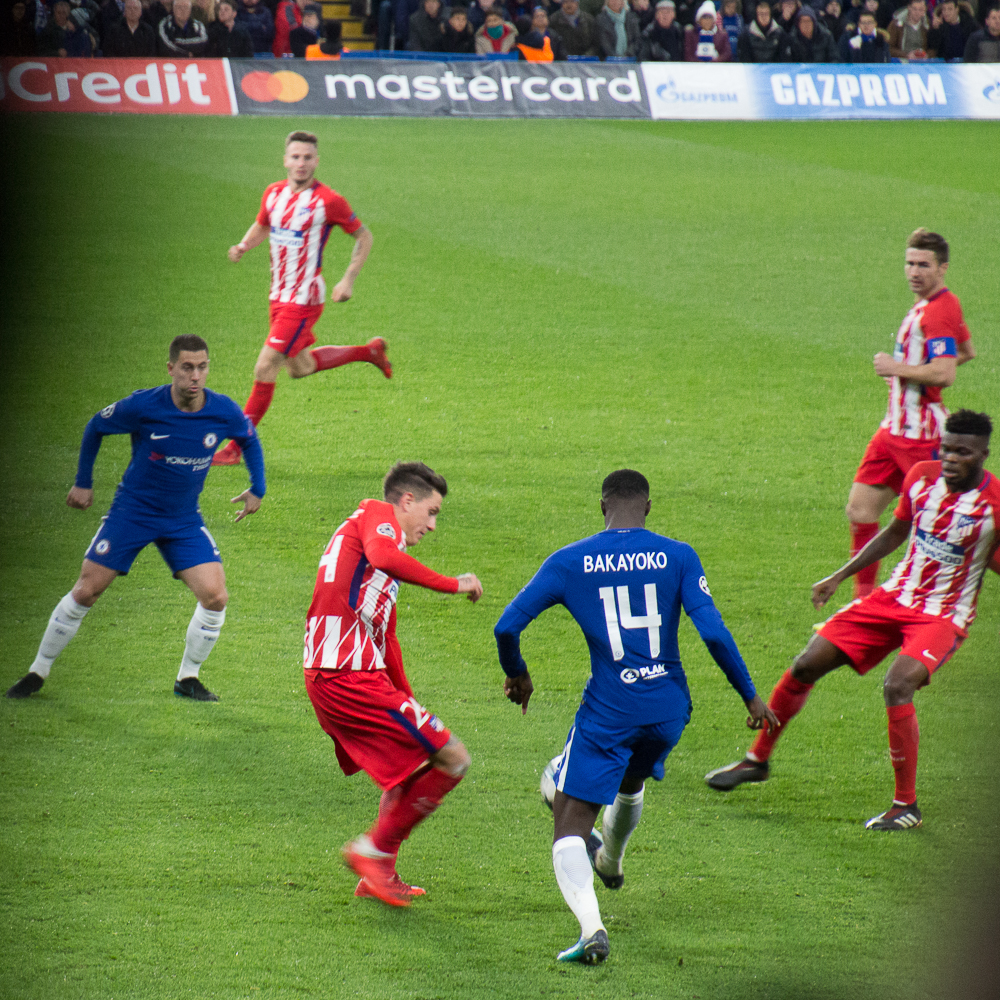
Bakyoko em campo pela Liga dos Campeões.

Antes de sair, o jogador esteve em campo em outras três competições. Em Copas, Bakayoko foi utilizado por Conte em quatro – de cinco – partidas da Copa da Liga Inglesa. Nesse trajeto, o médio só fizera 90 minutos duas vezes, alternando entre jogos com menos de 30 minutos cada, e foi eliminado diante o Arsenal na semifinal – sendo essa a partida final em que fizera os dois tempos completos. Na Copa da Inglaterra, o francês chegou aos cinco jogos, onde foi insubstituível na maior parte dessas partidas, e comemorou o seu único troféu na Inglaterra ao derrotar o Manchester United na final.
Por fim, o jogador esteve em campo na Liga dos Campeões da UEFA de 2017–18 e lá fizera uma ótima estreia. Já no primeiro jogo da Fase de Grupos, estufou as redes do Qarabağ Futbol Klubu aos 71 minutos de jogo. Por fim, deu uma assistência para Michy Batshuayi fazer o penúltimo tento na goleada de 6–0 dos Blues. A performance brilhante aconteceu com o parisiense jogando apenas 27 minutos, já que havia sido reserva. O Chelsea classificou-se às oitavas, mas ela coincidiu com a baixa performances do francês no ano de 2018. Assim, ele sequer entrou em campo nessa Fase Eliminatória e os ingleses padeceram ao Barcelona pelo agregado de 4–1.
Após fazer 44 jogos e ter marcado três gols, o jogador não seria aproveitado pelo novo treinador do Chelsea, Maurizio Sarri, e ele afirmou que o francês não seria utilizado por ele na nova época. Dessa forma, Bakayoko optou por sair do clube em um empréstimo já na próxima janela de transferências.
Milan (empréstimo)
Após a Copa do Mundo da Rússia 2018, onde não foi convocado para defender a Seleção Francesa, que se sagrou campeã, Chelsea e Milan fecharam um negócio que rendeu o empréstimo de Bakayoko ao time rossonero por um ano, com opção de compra ao final do vínculo.
A primeira passagem de Bakayoko pelo Milan começou irregular. Seus 10 primeiros jogos na Liga Italiana foram todos com uma minutagem inferior a 30, tendo até mesmo sido um reserva não utilizado nas partidas diante Roma, Chievo Verona, Sassuolo e Sampdoria. Todavia, o treinador Gennaro Gattuso tratou e fazer mudanças táticas no elenco milanês; desse modo, Tiemoué passou a figurar no time titular fazendo dupla com Franck Kessié e seguir majoritariamente dessa maneira até o fim da competição. Onde fizera um gol contra a Inter de Milão e deu uma assistência contra a Juventus nas derrotas do Milan nas jornadas 28 e 31, respectivamente.
Durante sua passagem pelo Milan sob o comando de Gattuso, Bakayoko ficou marcado por uma rápida discussão com o ídolo italiano. Na partida contra o Bologna, pela 35ª rodada da Série A, Lucas Biglia sofreu uma lesão, e o treinador ordenou que o francês entrasse em campo. Em resposta, Tiemoué afirmou que ainda não havia se aquecido o suficiente, levando Gennaro a optar por outro jogador. O desentendimento escalou, e o volante teria xingado o lendário meio-campista, além de dizer a ele: "sai daqui". O episódio não foi um caso isolado, já que, na semana anterior, o parisiense havia chegado atrasado aos treinos em Milão e foi multado em 90 mil euros. Além disso, o treinador determinou que todo o elenco ficasse em retiro no centro de treinamento por cinco dias.
Além dessa polêmica com o treinador, Tiemoué foi alvo de gritos racistas vindos da torcida da Lazio. A partida ocorria na capital da Itália e alguns dos torcedores da casa penduraram faixas de apoio ao líder fascista Benito Mussolini, e disseram ao volante "esta banana é para Bakayoko". Seu companheiro Kessié também foi alvo dos racistas, e o Milan tratou de tomar providências legais em relação a este crime de injúria racial.
Bakayoko esteve frequentemente presente, pois fizera 100% das partidas, nas demais competições do Milan naquela época. Apesar disso, não contribuiu com gols e apenas esteve em campanhas que não levaram o clube a nenhum troféu coletivo. Ele esteve em campo na derrota à Juventus na final da Supercopa da Itália; na rota semifinalista da Copa da Itália, onde padeceram diante a Lazio e na Liga Europa da UEFA, onde o time foi eliminado na Primeira Fase pelo saldo de gols.
Com 42 jogos e um gol, Bakayoko foi muito utilizado pela equipe italiana e firmou-se no time titular com muita propriedade. No entanto, o Milan não estava de acordo com o valor proposto pelo Chelsea para adquirirem o volante em definitivo e as partes não chegaram a um acordo. Dessa forma, o francês deixou o elenco em firmar nenhum contrato.

### Monaco (empréstimo, segunda passagem)
Após não ser comprado pelo seu clube anterior, e sem ter o mesmo espaço de antes no Chelsea, Bakayoko foi novamente emprestado. Seu destino, dessa vez, foi o retorno ao Monaco, clube em que Tiemoué tivera seu primeiro grande sucesso internacional.
Sua segunda passagem pelo Monaco foi novamente regular. O atleta estreou dando uma assistência contra o Olympique de Marseille na 5ª rodada, e persistiu seu desempenho que culminou em um gol contra o PSG na 15ª jornada e uma nova assistência na 28ª contra o Nice. Essa partida coincidiu com o precoce fim da Ligue 1 de 2019–20, pois a Federação Francesa optou por encerrar o Campeonato após os intensos casos de Covid-19 no mundo.
O Monaco não tinha nenhuma competição Internacional para realizar na época, então o jogador não atuou em nenhuma competição fora da França, todavia, não tivera nenhum desempenho destacável em nenhuma copa nacional. Desse modo, com o término dos jogos em seu país de origem, e a falta de condições do time de Mónaco de adquirir em definitivo o volante, ele novamente deixou seus companheiros e retornou à Inglaterra.

### Napoli (empréstimo)
Em outubro de 2020, ainda em meio a Pandemia de COVID-19 na Itália, o time do Napoli anunciou a contratação por empréstimo de Bakayoko até o fim da temporada.
Retornando ao Futebol Italiano, Bakayoko foi novamente uma figura muito utilizada. O jogador era titular e possuía uma alta minutagem desde o seu início, e mesmo que tenha sido expulso em jogo contra o Milan, uma coisa que havia acontecido na temporada anterior diante o Nimes da França, ele logo retornou e fizera mais jogos sendo um volante útil ao treinador já conhecido Gennaro Gattuso. O francês era tão regular no time da cidade que os diretores logo se reuniram para discutir a permanência em definitivo do meio-campista, algo que não ocorreu ao fim da temporada.
Mesmo tendo ajudado a equipe a garantir a 5ª colocação na Série A, tendo feito dois gols na campanha; ajudado o clube a chegar nas semifinais da Copa Itália; ficado com o vice-campeonato da Supercopa da Itália; e tendo tido uma eliminação precoce para o Granada nos 16 avos da Liga Europa, o Napoli não conseguiu entrar em um acordo pela compra do médio. Após 31 partidas, ele deixou o elenco italiano para novamente retornar à Stamford Bridge, mas sem convencer nenhum treinador que havia assumido o cargo após a saída de Sarri.

### Milan (segunda passagem por empréstimo)

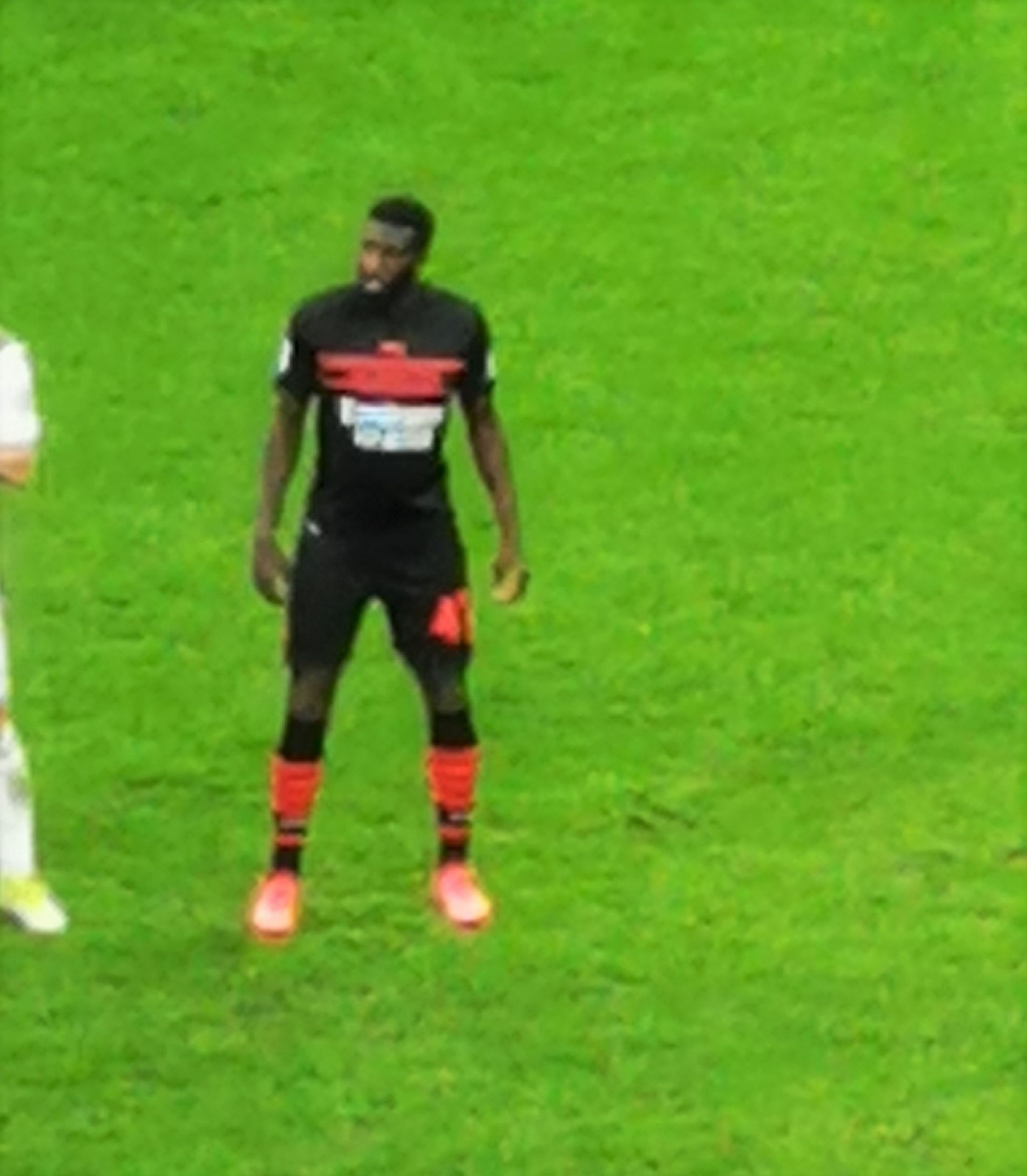
Bakayoko em 2021 pelo Milan.

Em 30 de agosto de 2021, o Milan anunciou o retorno de Bakayoko ao time italiano. Dessa vez, o jogador assinou novamente por empréstimo de duas temporadas com a equipe da Itália.
Apesar de estar retornando para o local onde já havia feito boas performances no passado, seus momentos no clube foram menos estrelados individualmente. Tão logo já tivera de tratar de uma lesão muscular pouco depois de estrear diante a Lazio na 3ª rodada da Série A e ficou ausente da equipe entre os meses de setembro e outubro de 2021. Retornando, não conseguiu firmar-se na equipe titular de Stefano Pioli e virou suplente, dificilmente conseguindo performar fazendo dupla com o promissor Sandro Tonali no elenco milanês. Apesar de até mesmo ter ficado diversos jogos sem ser utilizado devido a disputa por posição com Franck Kessié e Ismaël Bennacer, o clube de Milão superou seus adversários na histórica campanha que culminou no primeiro título do clube na Liga Italiana em 11 anos.
Em 2022, enquanto andava de carro com seu amigo, Tiemoué foi novamente alvo de um incidente que culminou em um debate de racismo na Itália. Na ocasião, os jogadores vagavam com seu veículo até que foram interrompidos pela polícia local que achou que ambos eram suspeitos de um crime ocorrido em junho do mesmo ano. A ação dos policiais, no entanto, foi agressiva e eles atiraram contra o veículo dos dois antes de se aproximarem deles e identificá-los para posteriormente liberá-los.
| “ | Quando um erro é humano, é claro que não é um problema. Mas os métodos que eles (e a polícia) usaram criam problemas. Vale ressaltar que no vídeo existente, apenas a parte mais suave e calma foi registrada. Eu tinha uma arma a cerca de um metro do meu rosto. Algo semelhante aconteceu com o homem que estava comigo. Nossas vidas estavam em perigo e não sei o que teria acontecido se não tivéssemos permanecido calmos. | ” |
| — Bakayoko sobre o caso. Transeuntes filmaram a ação final da polícia e o caso repercutiu mundialmente. | |   |

Na temporada seguinte, foi ainda menos utilizado – fizera somente quatro partidas – e concluiu seu contrato com o Milan realizando 21 partidas em seu retorno.

### Lorient
Após seu retorno ao Futebol Italiano, Bakayoko fizera um retorno ao Futebol Francês assim que o contrato com o Chelsea havia encerrado. Para disputa da temporada 2023–24, o volante assinou com o FC Lorient.
Apesar da experiência, Bakayoko não fizera uma memorável campanha vestindo as cores do time. O atleta tivera uma lesão pequena em sua coxa na metade do Campeonato, uma suspensão por cartão amarelo que o deixou ausente na 19ª rodada, fez uma assistência e dois gols na Liga – sendo o último uma Lei do Ex contra o Monaco, o jogador concluiu sua única época na equipe de Lorient com apenas 21 partidas e um rebaixamento à Ligue 2.

### PAOK
Em 31 de agosto de 2024, Bakayoko saiu das principais ligas da Europa pela primeira vez em sua carreira profissional para assinar com um dos mais tradicionais clubes gregos, o PAOK. No contrato, ele assinou por apenas uma temporada, mas com a opção de estendê-la por mais uma.
Bakayoko estreou na 4ª rodada do Campeonato Grego de Futebol de 2024–25 em uma vitória por 4–1 diante o Volos. Após, fizera somente mais dois jogos até virar suplente não utilizado em duas oportunidades consecutivas na Liga. Ele retornou aos campos nas oitavas de final da Copa da Grécia e lá fez sua maior minutagem – 77 minutos. Por fim, fizera a partida seguinte, onde atuou somente no primeiro tempo na derrota por 3–2 diante o Olympiacos, e lesionou-se em um treino na sequência.
Sua passagem pelo clube grego foi interrompida em novembro de 2024. O jogador estava realizando um treino com sua equipe quando lesionou-se em grau dois no seu tornozelo. Tal problema levou o jogador a ficar de fora do time até o início do ano seguinte, e o PAOK buscou uma nova opção para a mesma posição já no primeiro mês de 2025.

## Seleção Francesa

#### Categorias de Base
Bakayoko foi um jogador constantemente convocado para as Seleções de Base da França, tendo tido sua primeira passagem na França Sub-16. Posteriormente, transitou pelas demais Categorias de Base até ganhar espaço na França Sub-21, onde fizera a maior parte dos seus jogos.
Enquanto estava com o elenco Sub-17, Tiemoué fez parte da campanha da sua Seleção que participou da Copa do Mundo FIFA Sub-17 de 2011. Ele foi um jogador utilizado na maior parte dos jogos, mas fizera uma baixa minutagem em duas das três partidas que entrou – sequer chegando aos 10 minutos em nenhuma dessas duas partidas. Os franceses foram eliminados nas quartas de final, sem o volante em campo, para o México.

### França
Teve sua única convocação em 2017. No dia 28 de março desse ano, entrou no decorrer da partida amistosa contra a Espanha no lugar do meio-campista Adrien Rabiot. Os franceses perderam o jogo por 2–0 e o volante não recebeu mais oportunidades na Seleção Nacional.

## Títulos
Monaco
- Ligue 1: 2016–17[carece de fontes?]

Chelsea
- Copa da Inglaterra: 2017–18[carece de fontes?]

Milan
- Série A: 2021–22[carece de fontes?]